# Soziales Engagement
Soziales Engagement ist ein unterschiedlich motiviertes soziales Handeln, das meist auf den Prinzipien der Ehrenamtlichkeit und Freiwilligkeit beruht. Das bedeutet, man investiert Zeit und/oder Geld in ein Projekt, das einem guten Zweck dient (Wohltätigkeit). In dieser Bedeutung unterscheidet es sich vom wirtschaftlichen, politischen und kulturellen Engagement. Der Begriff ist erst seit Mitte der 1960er Jahre in der öffentlichen Diskussion und wurde unter anderem durch die christliche Soziallehre gefördert.
Soziales Engagement kann in einer Umweltschutz-, Menschenrechts-, Tierschutz- oder anderen karitativen Organisation geleistet werden und geht mit der Unterstützung durch Beitritt und Spenden an, ist aber darüber hinaus in der Regel auch mit einem konkreten praktischen Einsatz für die gemeinsamen Ziele verbunden. Der Begriff fand in den 1970er Jahren auch Eingang in die christliche Reflexion der Diakonie bzw. Caritas (siehe auch Sozialethik).
Große Resonanz fand vor den letzten beiden Weltjugendtagen in Toronto und Köln der Tag des sozialen Engagements, bei dem die katholischen Jugendlichen die soziale Arbeit der Kirche im Gastland kennenlernen sollen. Ähnliche Zielsetzungen verfolgt seit langem der Internationale Bauorden und Initiativen wie das Freiwillige soziale Jahr.
Darüber hinaus wird häufig vom sozialen Engagement von Unternehmen gesprochen, wenn sich diese aus mehr oder weniger uneigennützigen Motiven heraus für soziale Projekte finanziell einsetzen (Corporate Social Responsibility, Corporate Citizenship, Corporate Giving).